# 大和見水
大和 見水（やまと けんすい）は、江戸時代の外科医。

## 解説
華岡青洲の外科の師。
息子は大和見立。
伊良子道牛が確立した伊良子流外科の流れをくむ。